# Краеведческий музей
Краеведческий музей — музей, объектом деятельности которого является документация и презентация исторического, природного и культурного развития определённого населённого пункта или географического региона. Основными фондами такого музея являются связанные с историей этого региона экспонаты, в числе которых могут быть, например, археологические находки; произведения искусства или ремесла; документы и изобразительные материалы, фиксирующие исторические события, происходившие в этой местности; предметы быта; мемориальные предметы, связанные со знаменитыми земляками; материалы, отражающие экономическое и техническое развитие края, и т. д.

## Описание
Помимо хранения и экспозиции исторических фондов, краеведческие музеи также ведут научно-исследовательскую работу по изучению истории своего региона, включающую многолетние наблюдения за природно-историческими объектами, экспедиции и археологические раскопки, а также публикацию рукописей по результатам исследований в научных изданиях.
Краеведческие музеи являются неотъемлемой частью деятельности научного или любительского краеведения и существуют сегодня во многих странах мира. В России краеведческие музеи — один из наиболее распространённых видов музея, всего их по стране насчитывается свыше 800. При этом во многих случаях краеведческий музей представляет собой центр культурной жизни своего населённого пункта, его главную достопримечательность, особенно если музей располагается в исторически значимом или тематически для этой цели подходящем здании.
Музеи, специализирующиеся на местной истории, появились в России во второй половине XIX века, ещё до появления краеведения как научной дисциплины. Сам термин «краеведческий музей» получил в России распространение в начале XX века, а в массовом порядке такие музеи стали появляться в первые годы и десятилетия после Октябрьской революции, причём многие из советских краеведческих музеев обязаны своим появлением местным энтузиастам, прилагавшим усилия по сохранению предметов исторической ценности, оставшихся, в том числе, от разрушенных храмов, разграбленных усадеб и частных коллекций.
На рубеже XIX и XX веков краеведческие музеи основывались в большом количестве не только в России, но и в ряде европейских стран, в том числе в Германии и во Франции.

## Краеведческие музеи

### Россия и СНГ
- Абхазский государственный музей (г. Сухуми, Абхазия)
- Алтайский государственный краеведческий музей (г. Барнаул, Россия)
- Архангельский областной краеведческий музей (г. Архангельск, Россия)
- Астраханский краеведческий музей (г. Астрахань, Россия)
- Брянский государственный краеведческий музей (г. Брянск, Россия) — главный музей Брянской области, основан в 1921 году
- Витебский областной краеведческий музей (г. Витебск, Белоруссия)
- Волгоградский областной краеведческий музей (г. Волгоград, Россия
- Городской историко-краеведческий музей г. Полярного (г. Полярный, Россия)
- Донецкий областной краеведческий музей (г. Донецк, ДНР)
- Евпаторийский краеведческий музей (г. Евпатория, Россия)
- Иркутский областной краеведческий музей (г. Иркутск, Россия) — один из старейших краеведческих музеев в России, основан в 1782 году
- Кологривский краеведческий музей имени Г. А. Ладыженского (г. Кологрив, Костромская область)
- Красноярский краеведческий музей (г. Красноярск, Россия) — один из крупнейших краеведческих музеев России
- Минусинский краеведческий музей (г. Минусинск, Россия)
- Музей истории развития и освоения Норильского промышленного района (г. Норильск, Россия)
- Национальный музей Республики Марий Эл им. Т. Евсеева (г. Йошкар-Ола, Россия) — один из старейших музеев Марий Эл, основан в 1920 году.
- Национальный музей Чеченской Республики (г. Грозный) — чеченский краеведческо-исторический музей
- Новосибирский государственный краеведческий музей (г. Новосибирск, Россия)
- Орловский краеведческий музей (г. Орёл, Россия)
- Павлодарский областной историко-краеведческий музей (г. Павлодар, Казахстан)
- Полоцкий краеведческий музей (г. Полоцк, Белоруссия)
- Краеведческий музей «Городская Дума» (г. Тюмень, Россия)
- Полтавский краеведческий музей (г. Полтава, Украина)
- Сахалинский государственный областной краеведческий музей (г. Южно-Сахалинск, Россия)
- Свердловский областной краеведческий музей (г. Екатеринбург, Россия)
- Северодвинский городской краеведческий музей (г. Северодвинск, Россия)
- Тамбовский областной краеведческий музей (г. Тамбов, Россия)
- Тверской государственный объединённый музей (Тверской краеведческий музей[1]) (г. Тверь, Россия)
- Томский областной краеведческий музей (г. Томск, Россия)
- Хабаровский краевой музей им. Н. И. Гродекова (г. Хабаровск, Россия)
- Челябинский областной краеведческий музей (г. Челябинск, Россия)
- Черноморский краеведческий музей п.г.т. (Черноморское, Республика Крым)

## Краеведческие музеи малых городов России
Тверская область
- Бежецкий мемориально-литературный и краеведческий музей (г. Бежецк, Тверская область, Россия)
- Бельский краеведческий музей (г. Белый, Тверская область, Россия)
- Весьегонский краеведческий музей им. А. А. Виноградова (г. Весьегонск, Тверская область, Россия)
- Ворошиловский краеведческий музей им. И. И. Смирнова (с. Ворошилово, Пеновский р-н, Тверская область, Россия)
- Вышневолоцкий краеведческий музей им. Г. Г. Монаховой (г. Вышний Волочёк, Тверская область, Россия)
- Зубцовский краеведческий музей (г. Зубцов, Тверская область, Россия)
- Калязинский краеведческий музей им. И. Ф. Никольского (г. Калязин, Тверская область, Россия)
- Карельский национальный краеведческий музей (г. Лихославль, Тверская область, Россия)
- Кашинский краеведческий музей (г. Кашин, Тверская область, Россия)
- Кимрский краеведческий музей (г. Кимры, Тверская область, Россия)
- Конаковский краеведческий музей (г. Конаково, Тверская область, Россия)
- Краснохолмский краеведческий музей (г. Красный Холм, Тверская область, Россия)
- Осташковский краеведческий музей (г. Осташков, Тверская область, Россия)
- Ржевский краеведческий музей (г. Ржев, Тверская область, Россия)
- Старицкий краеведческий музей (г. Старица, Тверская область, Россия)
- Торопецкий краеведческий музей (г. Торопец, Тверская область, Россия)
- Удомельский краеведческий музей (г. Удомля, Тверская область, Россия)

### Другие страны
- Австрийский музей-заповедник (нем.) (Дойчфайстриц, Австрия)
- Краеведческий музей Бёйеля (нем.) (Бёйель, г. Бонн, Германия)
- Музей Гамбургской истории (нем.) (г. Гамбург, Германия)
- Музей истории Марселя (фр.) (г. Марсель, Франция)
- Исторический музей Франкфурта (г. Франкфурт-на-Майне, Германия)
- Краеведческий музей Хердекке (г. Хердекке, Германия)
- Цюрихский национальный музей (нем.) (г. Цюрих, Швейцария)